# Асбестівський міський округ
Асбе́стівський міський округ (рос. Асбестовский городской округ) — адміністративна одиниця Свердловської області Російської Федерації.
Адміністративний центр — місто Асбест.

## Населення
Населення міського округу становить 66339 осіб (2018; 71315 у 2010, 78722 у 2002).

## Склад
До складу міського округу входять 3 населених пункти:
| Населений пункт          | Населення, осіб (2002) | Населення, осіб (2010) |
| ------------------------ | ---------------------- | ---------------------- |
| Асбест, місто            | 76328                  | 68893                  |
| Білокаменний, селище     | 2033                   | 1932                   |
| Красноармійський, селище | 361                    | 490                    |